# Amalie Dideriksen
Amalie Dideriksen, née le 24 mai 1996 à Tårnby, est une coureuse cycliste danoise, membre de l'équipe Uno-X Pro Cycling Team. Elle pratique deux disciplines : la piste et la route. En 2016, elle devient au sprint championne du monde sur route au Qatar. Sur piste, elle devient championne du monde de course à l'américaine en 2024, trois ans après avoir décroché l'argent sur la discipline aux Jeux olympiques de Tokyo.

## Biographie

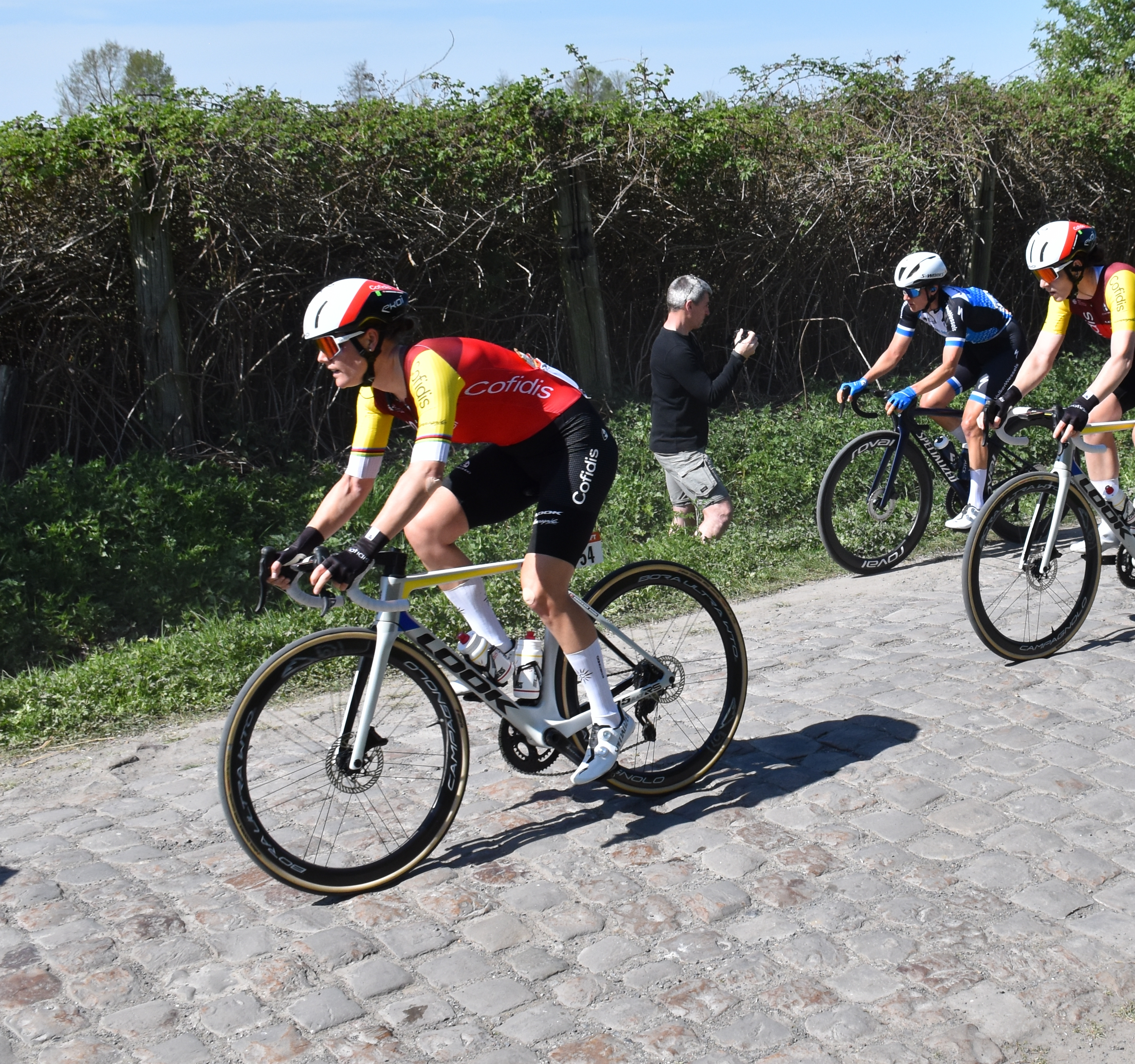
Amalie Dideriksen #54 lors de Paris-Roubaix 2025.

### Jeunesse et débuts
Elle grandit dans la banlieue de Copenhague. Bien que ses parents n'aient aucun rapport avec le cyclisme, son frère Christian s'inscrit au club d'Amager Cykle Ring. Amalie Dideriksen le suit en 2005. Dans un pays où le cyclisme féminin est peu développé, elle est souvent la seule fille au départ et court de facto avec les garçons ou les hommes.
En 2011, Amalie Dideriksen remporte chez les cadettes (15/16 ans) deux titres nationaux lors de la course en ligne et du contre-la-montre individuel. 
En 2012, elle est quadruple championne du Danemark sur piste, dans la vitesse, la course aux points, l'omnium et le scratch. 

### Double championne du monde juniors sur route (2013-2014)
En 2013,  elle devient championne du monde sur route juniors et championne du Danemark du contre-la-montre juniors. Elle termine également dixième du championnat d'Europe du contre-la-montre juniors. Lors des championnats du monde piste juniors, elle s'adjuge la médaille de bronze du scratch. 
L'année suivante, Dideriksen devient championne du Danemark sur route chez les élites alors qu'elle n'a que 18 ans. Sur piste, elle devient championne du monde du scratch juniors. Lors de ces mêmes championnats, elle chute lors de la dernière épreuve de l'omnium - alors qu'elle occupait la tête de l'épreuve - et doit abandonner. Sur route, elle se présente aux championnats du monde sur route juniors avec l'étiquette de favorite. Durant la course, Sofia Bertizzolo s'échappe dans une montée. Elle est marquée par Amalie Dideriksen. Les deux sont finalement reprises par le peloton et la victoire se dispute dans un groupe d'une quinzaine de filles. La Danoise se montre la plus rapide devant Sofia Bertizzolo. C'est la troisième fille de l'histoire à remporter les championnats du monde juniors deux fois de suite après Nicole Cooke et Lucy Garner,.

### Première année professionnelle (2015)
En 2015, elle passe professionnelle au sein de l'équipe Boels Dolmans, qu'elle rejoint pour deux saisons. Le 18 janvier 2015, elle finit quatrième au classement final, dès sa première participation en coupe du monde sur piste de l'omnium. En juillet 2015, elle devient championne d'Europe espoirs de poursuite individuelle et de l'omnium à Athènes en Grèce. En septembre, elle remporte le sprint d'un groupe de vingt coureuses qui s'est détaché dans un secteur pavé lors de la deuxième étape du Tour de Belgique. Elle se classe deuxième les deux journées suivantes et finit à la même place au classement général derrière Emma Johansson.

### Championne du monde (2016)

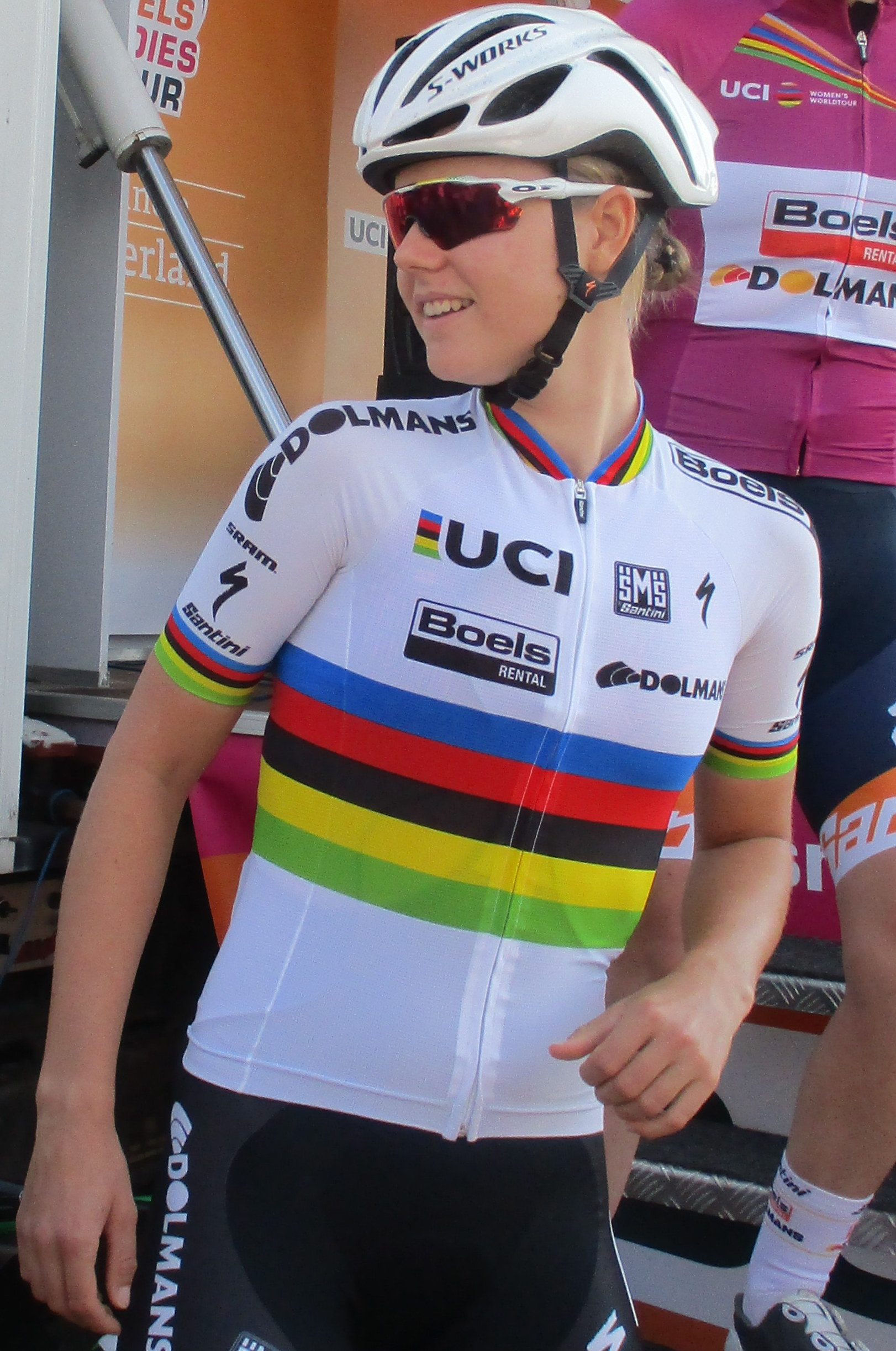
Au Boels Ladies Tour 2017

En 2016, elle gagne au sprint la première étape du Boels Ladies Tour. Sur l'épreuve en ligne des championnats du monde, la course se conclut par un sprint où Amalie Dideriksen s'impose devant Kirsten Wild.

### Tour de Drenthe (2017)
Au Tour de Drenthe, elle suit le groupe de cinq coureuses qui se détache après la deuxième ascension du mont VAM. Le groupe est repris. Dans le circuit final, elle fait partie de l'échappée décisive avec Elena Cecchini, Lucinda Brand et Elisa Longo Borghini. Elle s'impose au sprint. Le lendemain, elle se classe troisième du sprint lors du Drentse 8 derrière Chloe Hosking et Lotte Kopecky.
Sur la course en ligne des championnats d'Europe, elle est deuxième du sprint du peloton et cinquième de l'épreuve. Sur la course en ligne des championnats du monde, elle fait partie du peloton qui revient dans les derniers hectomètres sur le groupe de favorites. Elle lance le sprint de loin et prend la médaille de bronze derrière Katrin Garfoot,,.

### Succès d'étapes (2018-2019)
Au Tour de Yorkshire, Amalie Dideriksen est deuxième du sprint massif derrière Kirsten Wild sur la première étape,. En juin 2018, au Women's Tour, elle remporte facilement la quatrième étape au sprint,,. Après 2014 et 2015, elle remporte le titre sur route du Danemark au sprint. Au Boels Ladies Tour 2018, elle gagne les troisième et quatrième étapes au sprint. En juin 2019, elle remporte à nouveau le titre national sur route.

### Dernière étape avant changement d'équipe (2020)
Elle remporte pour la première fois le titre national du contre-la-montre en 2020 . Elle avait la rage au ventre pour cette course, car la veille à la course en ligne national, elle a crevé à 15 kilomètres du départ, mais n'ayant droit à l'assistance comme à l'accoutumée à cause d'un règlement plus adapté au mesure anti-Covid-19, elle a du bataillée ferme toute seule pour revenir sur le peloton, celui ci n'ayant plus lieu de rouler car les favorites s'étant échappées, amalie est sorti du peloton seule pour aller chercher la huitième place après 90 kilomètres de « contre-la-montre » solitaire, elle finit exténuée. Début octobre, elle signe pour deux années (2021 et 2022) avec la formation américaine Trek-Segafredo après six années passées avec l'équipe Boels Dolmans.

### 2021

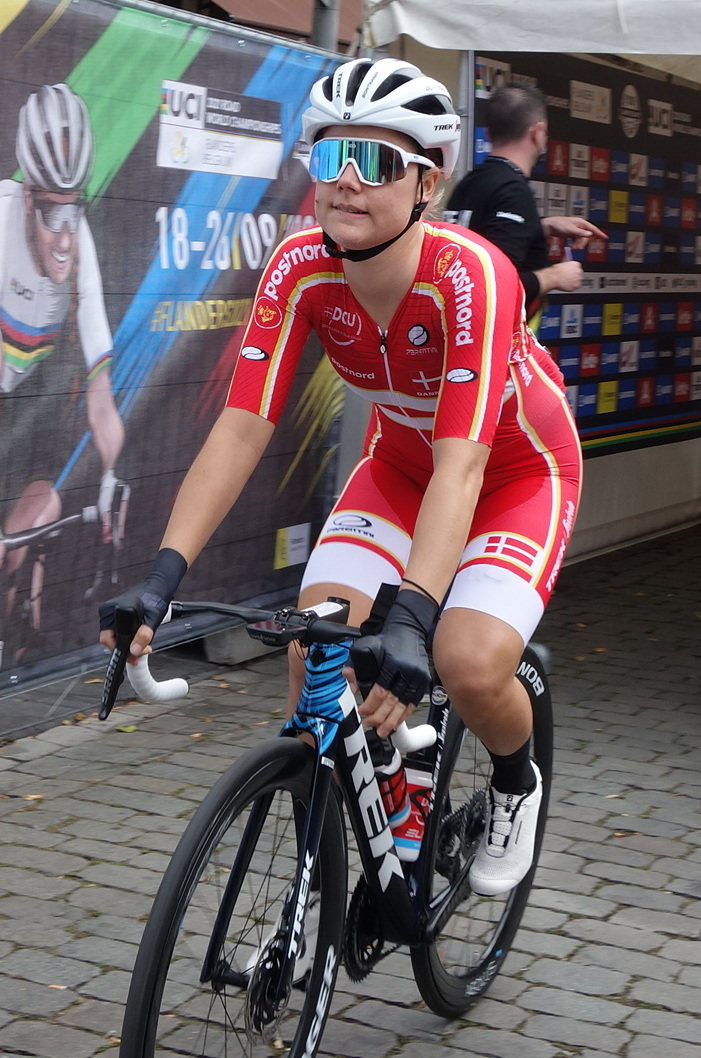
Au départ des championnats du monde

Aux championnats du Danemark sur route, Amalie Dideriksen devance Emma Noorsgaard au sprint.
Aux championnats d'Europe sur piste, Amalie Dideriksen est deuxième de la course à l'américaine avec Julie Leth.

## Palmarès sur piste

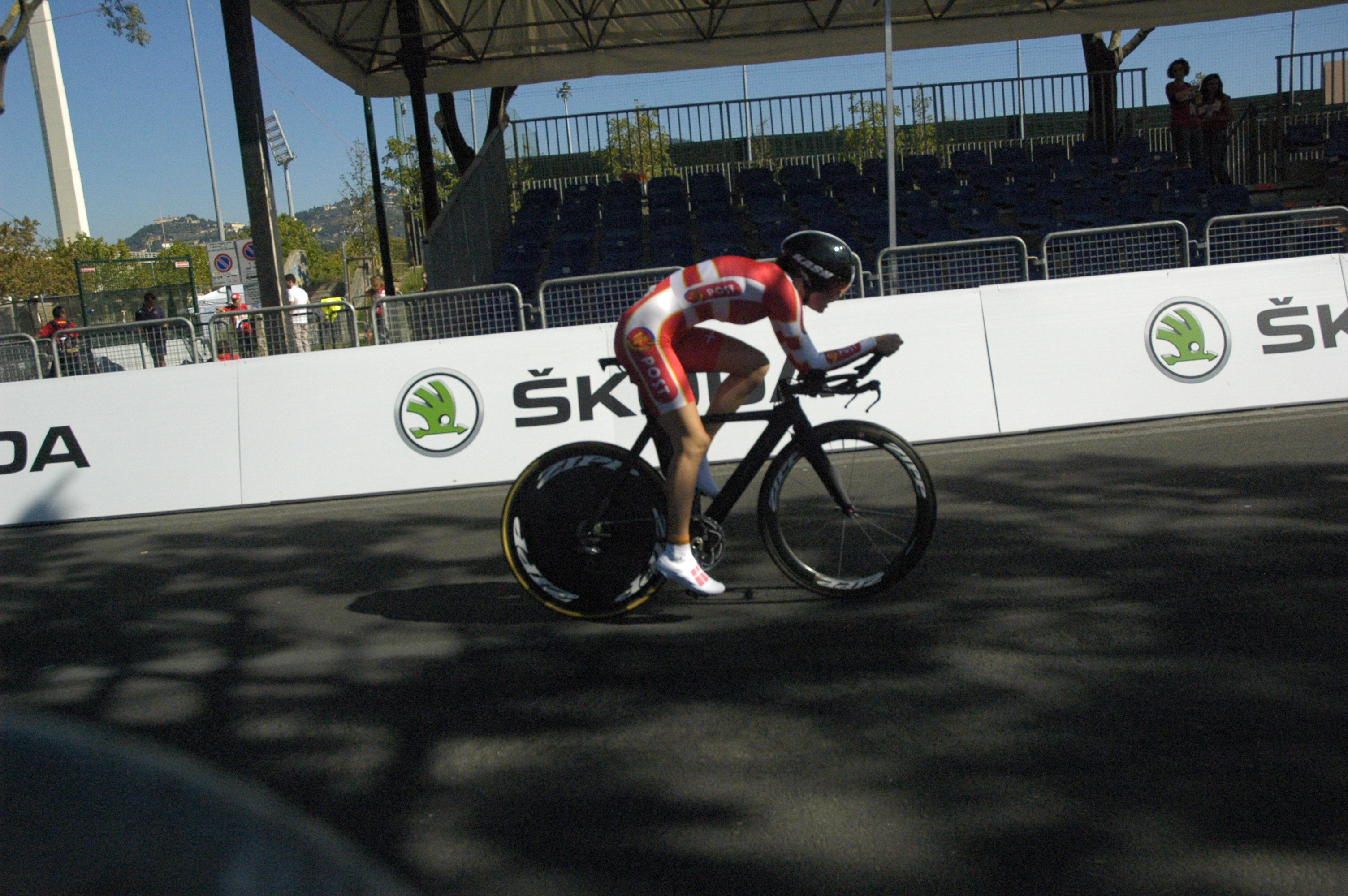
Amalie Dideriksen aux championnats du monde 2013.

### Jeux olympiques
- Rio de Janeiro 2016
  - 5e de l'omnium
- Tokyo 2020
  -  Médaillée d'argent de la course à l'américaine
  - 4e de l'omnium
- Paris 2024
  - 6e de la course à l'américaine
  - 7e de l'omnium

### Championnats du monde
| Édition / Épreuve              | Américaine | Scratch | Omnium |
| Glasgow 2013 (juniors)         |            | Bronze  |        |
| Séoul 2014 (juniors)           |            | Or      |        |
| Saint-Quentin-en-Yvelines 2015 |            |         | 12e    |
| Londres 2016                   |            |         | 10e    |
| Apeldoorn 2018                 | 4e         | Bronze  | Argent |
| Pruszków 2019                  | Bronze     | Abandon | 6e     |
| Saint-Quentin-en-Yvelines 2022 | Bronze     |         |        |
| Glasgow 2023                   |            |         | Argent |
| Ballerup 2024                  | Or         |         |        |

### Coupe du monde
- 2017-2018
  - 3e de l'omnium à Pruszków
  - 3e de l'omnium à Manchester
- 2018-2019

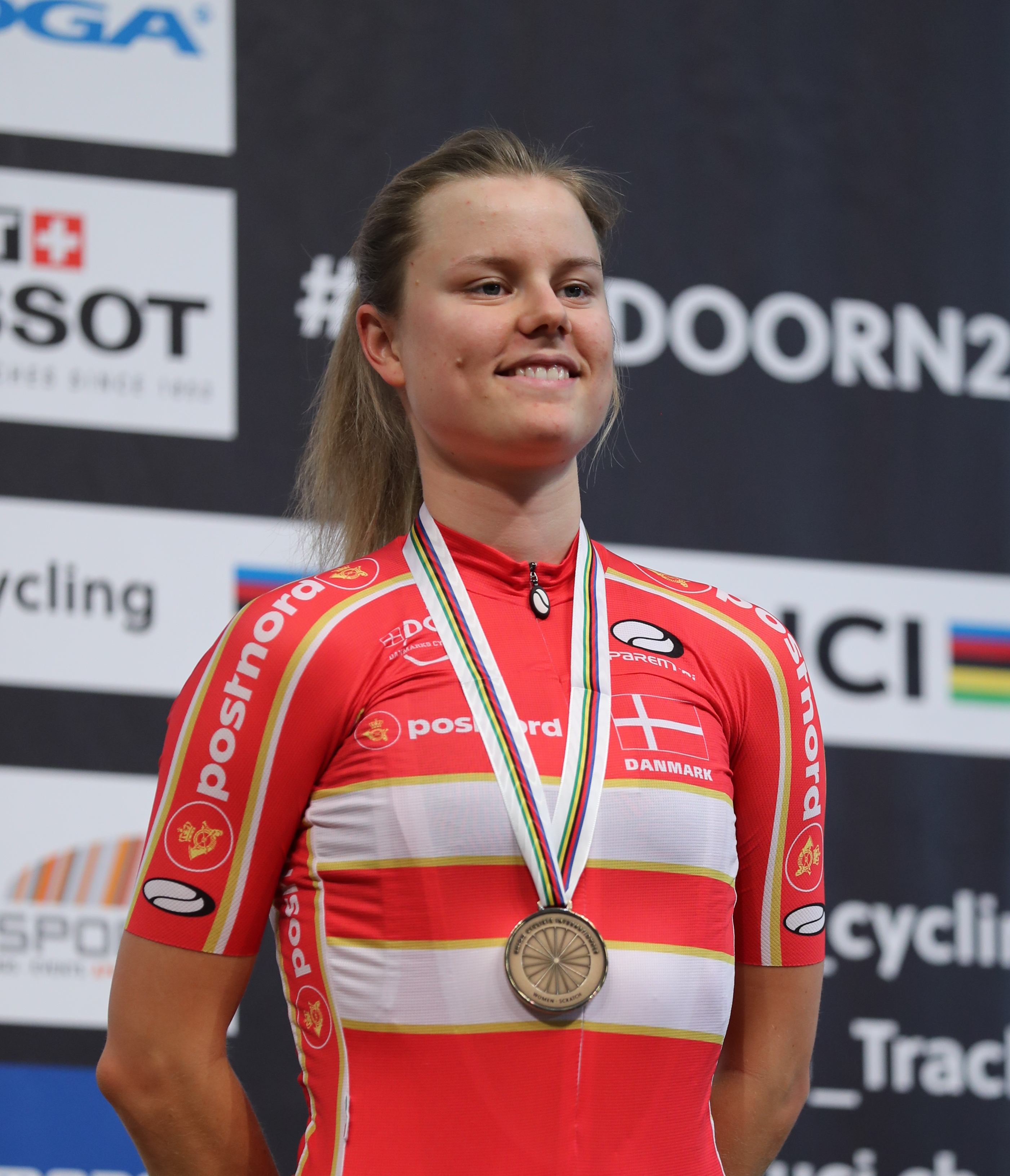
Aux championnats du monde sur piste 2018

  - 1re de l'américaine à Saint-Quentin-en-Yvelines (avec Julie Leth)
  - 2e de l'américaine à Milton

### Coupe des nations
- 2022
  - 3e de l'américaine à Glasgow
- 2023
  - 1re de l'américaine à Jakarta (avec Julie Leth)
  - 2e de l'américaine au Caire
  - 3e de l'omnium au Caire
- 2025
  - 1re de l'américaine à Konya (avec Ellen Hjøllund Klinge)

### Championnats d'Europe
| Édition / Épreuve      | Poursuite individuelle | Scratch | Américaine               | Omnium |
| Athènes 2015 (espoirs) | Or                     |         |                          | Or     |
| Granges 2015           |                        |         |                          | Argent |
| Anadia 2017 (espoirs)  |                        | Bronze  |                          | Bronze |
| Glasgow 2018           |                        |         | Or (avec Julie Leth)     |        |
| Apeldoorn 2019         |                        |         | Or (avec Julie Leth)     |        |
| Apeldoorn 2021         |                        |         | Argent (avec Julie Leth) |        |
| Munich 2022            |                        |         | Bronze (avec Julie Leth) | 8e     |
| Granges 2023           |                        |         | 5e                       | 9e     |
| Heusden-Zolder 2025    |                        |         |                          | Bronze |

### Championnats du Danemark
- 2011
  -  Championne du Danemark de course aux points
  -  Championne du Danemark du scratch
- 2012
  -  Championne du Danemark de course aux points
  -  Championne du Danemark de la vitesse individuelle
  -  Championne du Danemark du scratch
  -  Championne du Danemark d'omnium
- 2013
  -  Championne du Danemark de course aux points
  -  Championne du Danemark de la vitesse individuelle
  -  Championne du Danemark de la poursuite individuelle
  -  Championne du Danemark du scratch
- 2014
  -  Championne du Danemark d'omnium
- 2016
  -  Championne du Danemark de course aux points
  -  Championne du Danemark du scratch
  -  Championne du Danemark de la vitesse individuelle
  -  Championne du Danemark de la poursuite individuelle
- 2017
  -  Championne du Danemark d'omnium
- 2020
  -  Championne du Danemark de course aux points
  -  Championne du Danemark de course à l'américaine (avec Trine Schmidt)
  -  Championne du Danemark du scratch
- 2021
  -  Championne du Danemark de course aux points
  -  Championne du Danemark de course à l'américaine (avec Karoline Hemmsen)
  -  Championne du Danemark d'omnium
- 2024
  -  Championne du Danemark de course à l'américaine (avec Julie Norman Leth)

## Palmarès sur route

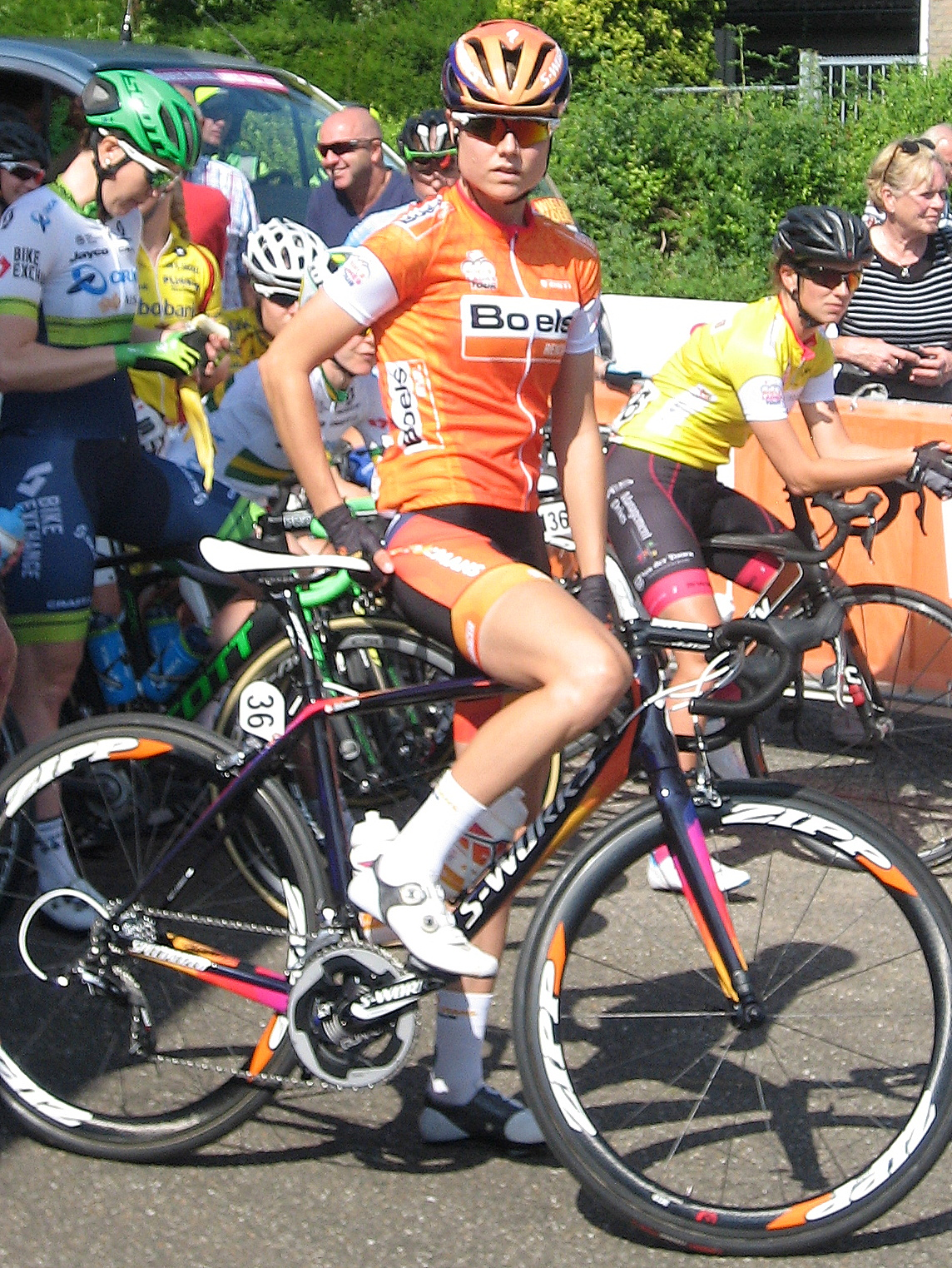
Dideriksen lors du Boels Ladies Tour 2016.

### Par années
- 2011
  -  Championne du Danemark sur route cadettes
  -  Championne du Danemark du contre-la-montre cadettes
- 2013
  -  Championne du monde sur route juniors
  -  Championne du Danemark du contre-la-montre juniors
  - 10e du championnat d'Europe juniors du contre-la-montre
- 2014
  -  Championne du monde sur route juniors
  -  Championne du Danemark sur route
  - Trofeo Alfredo Binda-Comune di Cittiglio juniors[30]
  - 3e du championnat du Danemark du contre-la-montre juniors
- 2015
  -  Championne du Danemark sur route
  - 2e étape du Tour de Belgique féminin
  - 2e du Tour de Belgique féminin
  - 3e du championnat du Danemark du contre-la-montre
- 2016
  -  Championne du monde sur route
  - 1re et 2e étapes (contre-la-montre par équipes) du Boels Ladies Tour
  - 1re étape de l'Energiewacht Tour (contre-la-montre par équipes)
  - 2e du championnat du Danemark sur route
- 2017
  - Tour de Drenthe
  - 1re étape du Tour d'Italie (contre-la-montre par équipes)
  - Contre-la-montre par équipes de l'Open de Suède Vårgårda
  -  Médaillée de bronze du championnat du monde sur route
  - 3e du Drentse 8
  - 5e du championnat d'Europe sur route
  - 7e de la RideLondon-Classique
- 2018
  -  Championne du Danemark sur route
  - 4e étape du Women's Tour
  - 2e et 3e étapes du Boels Ladies Tour
  - Contre-la-montre par équipes de l'Open de Suède Vårgårda
  -  Médaillée d'argent du championnat du monde du contre-la-montre par équipes
  - 6e du contre-la-montre par équipes du Tour de Norvège
  - 10e de la RideLondon-Classique
- 2019
  -  Championne du Danemark sur route
  - 4e du contre-la-montre par équipes de l'Open de Suède Vårgårda
  - 6e du Tour de Drenthe
- 2020
  -  Championne du Danemark du contre-la-montre
- 2021
  -  Championne du Danemark sur route
- 2022
  - Contre-la-montre par équipes de l'Open de Suède Vårgårda
  - 1re étape du Ceratizit Challenge by La Vuelta (contre-la-montre par équipes)
  - 3e du championnat du Danemark sur route
- 2023
  - Grand Prix Eco-Struct
  - 2e du Trofee Maarten Wynants
  - 6e de la Classic Bruges-La Panne
- 2024
  - 2e du championnat du Danemark sur route
- 2025
  - 1re étape du Tour du Portugal
  - 2e du championnat du Danemark sur route
  - 3e de Dwars door de Westhoek
  - 8e du Copenhagen Sprint

### Classement mondiaux
| Année                                 | 2015 | 2016 | 2017 | 2018 | 2019 | 2020 | 2021 | 2022 | 2023 | 2024 |
| ------------------------------------- | ---- | ---- | ---- | ---- | ---- | ---- | ---- | ---- | ---- | ---- |
| Classement UCI                        | 102e | 42e  | 30e  | 65e  | 104e | 149e | 101e | 141e | 83e  | 231e |
| UCI World Tour                        |      | 72e  | 34e  | 46e  | 57e  | 91e  | 102e | 86e  | 99e  | 238e |
|                                       |      |      |      |      |      |      |      |      |      |      |
| Légende : nc = non classéSource : UCI |      |      |      |      |      |      |      |      |      |      |

### Grands tours

#### Tour d'Italie
3 participations
- 2016 : 37e
- 2017 : 69e
- 2023 : 121e

#### Tour de France
1 participation
- 2025 : 73e

#### Tour d'Espagne
1 participation :
- 2025 : 93e

## Récompenses
- Cycliste danoise de l'année en 2013, 2016 et 2021 avec Julie Leth

## Vie privée
En dehors du cyclisme, elle a fréquenté le lycée Falkonergårdens à Frederiksberg de 2012 à 2017. Depuis elle vit à Copenhague la capitale et la plus grande ville du Danemark.